# S-1ウラン委員会

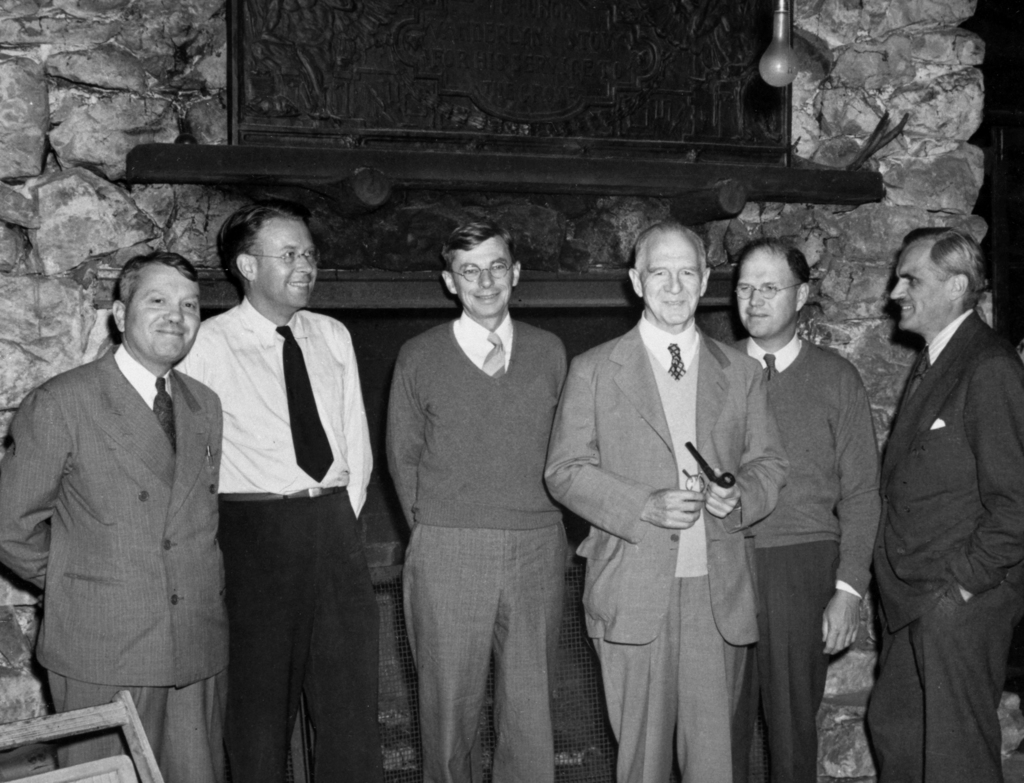
1942年9月13日のボヘミアングローブにおけるS-1委員会。左から右にハロルド・ユーリー、アーネスト・ローレンス、ジェームス・コナント、ライマン・ブリッグス、エガー・マーフリー、アーサー・コンプトン

S-1ウラン委員会（S-1ウランいいんかい、S-1 Uranium Committee）は、第二次世界大戦中のアメリカ合衆国に存在した委員会で、国防研究委員会の委員会の傘下にあった。ウランに関するブリッグス諮問委員会を引き継ぎ、後にマンハッタン計画に発展した。

## 第二次世界大戦開始
第二次世界大戦は1939年9月1日にドイツのポーランド侵攻とともに始まり、夏過ぎまで取り組んでいたフランクリン・ルーズベルトアメリカ合衆国大統領への手紙を完成するようアルベルト・アインシュタインとレオ・シラードを駆り立てた。この手紙は8月2日にアインシュタインが署名し、1939年10月11日に経済学者アレクサンダー・サックスによりルーズベルトに手渡された。手紙はドイツの原子爆弾開発が行われていることをルーズベルトに助言し、ドイツがウランを使った原子爆弾に関わっている可能性とウランのある場所と核兵器技術の調査をアメリカ合衆国が考慮すべきだと警告した。当時アメリカ合衆国は戦争には中立であった。
ウランの核分裂を伴う実験は、既にアメリカ合衆国の大学や研究所で行われていた。アルフレッド・リー・ルーミスはローレンス・バークレー国立研究所のアーネスト・ローレンスやコロンビアのエンリコ・フェルミを支援していた。ヴァネヴァー・ブッシュもワシントンD.C.に本部を置くカーネギー研究所で同様の研究を行っていた。1940年4月29日のアメリカ物理学会の春の会議後、ニューヨーク・タイムズは会議出席者が「一部の科学者が僅かなウランで相当規模の地球を爆破する可能性がある」と議論したと報じた。

## ウランに関するブリッグス諮問委員会
手紙の結果としてルーズベルトは密かにウランに関するブリッグス諮問委員会を組織するようアメリカ国立標準技術研究所理事のライマン・ブリッグスに要請した。委員会の最初の会合は、1939年10月21日にワシントンD.C.で開かれ、6000ドルがコロンビアのフェルミとシラードにより運営されるニュートロン実験に予算化された。
ウランの4つの面が始めから問題になった。
- 供給が他国により途絶することのない確実なウラン鉱石の発見
- ウラン鉱石やプルトニウム製造によりウラン235を抽出する大規模製造方法の開発
- ウラン（核分裂）連鎖反応爆弾の製造
- 機械に動力を供給し同位体を合成する管理された核分裂の使用

## MAUD委員会
イングランドではバーミンガム大学の二人の研究者オットー・ロベルト・フリッシュとルドルフ・パイエルスが、1940年3月にフリッシュ＝パイエルス備忘録を発表した。この備忘録は船で運ぶ必要のある大量のウラン235が爆弾製造に必要である状態が一般に考えられていることに反論した。備忘録の見積もりは、爆弾はウラン235が僅か1ポンドあれば足り飛行機で運搬することが可能であるとした。
フリッシュとパイエルスの師であるマーク・オリファントは、MAUD委員会が密かに設置されるべきだと要請する空軍科学研究委員会議長ヘンリー・ティザードに備忘録を手渡した（「MAUD」は「ウラン爆発の軍事応用」のこと）。最初の会合は、1940年4月10日にあり、委員会は議長のジョージ・パジェット・トムソンや委員のマーク・オリファントやパトリック・ブラケット、ジェームズ・チャドウィック、フィリップ・バートン・ムーン、ジョン・コッククロフトで構成された。ラルフ・H・ファウラーもライマン・ブリッグスに状況報告を送るよう要請された。
MAUD委員会は1941年7月15日にMAUD報告書を完成し、解散した。報告書は2章からなっていた。第1章はウラン235爆弾がトリニトロトルエン（TNT）1800トンに匹敵する核出力で放射性金属26ポンドを用いることで引き合うと主張している。第2章は管理されたウラン235の核分裂が機械と放射性同位元素の元を強化するための熱エネルギーの物となり得ると主張している。
1941年4月14日、ライマン・ブリッグスはユージン・ウィグナーのメモを受け取り、そこにはこう書かれていた。
数日前にベルリンからリスボンを経て到着した同僚が次の伝言を齎したことは、興味深いことかも知れません。技術研究所で働く信頼できる同僚が、大量のドイツ人物理学者がハイゼンベルクの下でウラン爆弾の問題に関して集中して働きハイゼンベルク自身が最悪の結果を恐れて可能な限り作業を引き延ばそうとしていると知らせるよう依頼しました。しかし与えられた命令を完遂せざるを得ず、問題が解決されれば、近い将来に解決される可能性があります。その為にアメリカ合衆国が遅れを取らないように助言が与えられました。
一方ヴァネヴァー・ブッシュが指揮するNDRCでは平和的なエネルギーに原子力を用いる可能性も探索していた。アーサー・コンプトンと米国科学アカデミーの好都合な報告書が1941年5月17日に発表され、ルーズベルトとの協議後にブッシュは科学研究開発局(OSRD)を創設した。1941年7月1日、ブッシュはあらゆる核分裂研究を統括することになり、諮問委員会はNDRCのS-1計画となった。
マーク・オリファントは1941年8月にイングランドからアメリカ合衆国にブリッグスと委員会が明らかにMAUD報告書を無視している理由を見出しに来た。オリファントはブリッグスに直接送られた報告書などの文書が諮問委員会と共有されていない幻滅に至った。当時オリファントは緊急であることを告げにウラン委員会や同僚のアーネスト・ローレンスやジェームス・コナント、エンリコ・フェルミと会った。一連の会談でオリファントは確信をもって「爆弾」について語り、イギリスは計画を請け負える資源がないのでアメリカ合衆国に依存していると表明した。

## S-1計画
1941年12月18日、ヴァネヴァー・ブッシュはウラン濃縮のための気体拡散を研究するハロルド・ユーリーや電磁気濃縮技術を研究するアーネスト・ローレンスと共にアーサー・コンプトンが管理する加速するウラン235研究計画を組織する会合を開いた。
翌日大日本帝国の真珠湾攻撃でアメリカ合衆国は戦争に突入した。4日後、アメリカ合衆国に宣戦布告した。12月18日の会合でS-1計画はウラン爆弾開発に専念することになった。
As a result of the MAUD Report, the British had started a uranium bomb program referred to by the codename Tube Alloys. Perceived slowness on the part of the United States had become a contentious issue between American and British scientists. Upon entry into the war, the U.S. placed increasing importance on working cooperatively with the British program. Roosevelt wrote a note to Winston Churchill outlining increased U.S.–UK cooperation, but was rebuffed by Churchill. Apparently the British felt the U.S. could add little to the effort at that point. This rebuff turned out to be a major blunder as the U.S. effort quickly caught up with the British effort, and the British realised that their pioneering effort would have no value if it were not quickly capitalized. Leadership of the American atomic (uranium) bomb project was transferred to U.S. Army General Leslie Groves from September 1942; Groves (in his own words) had never trusted the British, or anyone else.
1942年6月17日、ルーズベルトは元々のS-1部を解消するブッシュの提案に賛成しブリッグスやコンプトン、ユーリー、ローレンス、マーフィー・V・マーフリーの各委員と共にジェイムス・コナントが議長を務める「S-1執行委員会」を創設した。計画はOSRSとアメリカ合衆国陸軍の間で強まる協力関係に入った。
On August 13, 1942, the Manhattan Project was created by the U.S. Army Corps of Engineers, and on September 23, 1942, command of the district was given to Groves. The S-1 Executive Committee created two more secret sites: "Site X" in Tennessee (Oak Ridge, Tennessee), where uranium-235 isotope separation was carried out at the Y-12, K-25, and S-50 sites, and "Site Y," a secret laboratory at Los Alamos in northern New Mexico (later Los Alamos National Laboratory), where the bomb design was developed.
As the Army role in the project grew larger, the role of the OSRD became more advisory. Eventually, in May 1943, the Army took full control over the OSRD's research and development contracts, and as such the S-1 Executive Committee became essentially inactive though never formally dissolved. Kenneth Nichols wrote that the committee routinely ratified the MPC's decisions and that The S-1 Committee was eliminated by mid-1943, as it had been superseded by the Military Policy Committee. Bush, Conant, and other OSRD insiders continued their influence in the Manhattan Project through their participation in the Military Policy Committee.

## 参照
1. ↑  Nichols 1987, pp. 64, 115.

- Jennet Conant, Tuxedo Park, Simon and Schuster (Apr 29, 2003) ISBN 0-684-87288-9
- Kenneth Nichols, The Road to Trinity (1987, Morrow, New York) ISBN 068806910X
- Thomas Powers, Heisenberg's War, Da Capo Press (Jul 17, 2000) ISBN 0-306-81011-5
- Ferenc Morton Szasz, British Scientists and the Manhattan Project, Palgrave (Apr 15, 1992), ISBN 0-312-06167-6